# Casey-Gletscher (Antarktika)
Der Casey-Gletscher ist ein Gletscher an der Wilkins-Küste des westantarktischen Palmerlands. Er fließt in östlicher Richtung zum Casey Inlet.
Erstmals gesichtet hat ihn der australische Polarforscher Hubert Wilkins bei einem Überflug am 20. Dezember 1928. Wilkins hielt den Gletscher für einen Kanal, der die Antarktische Halbinsel durchschneidet. Der US-amerikanische Geologe W. L. G. Joerg konnte die eigentliche Natur des Objekts anhand von Vergleichen mit den Luftaufnahmen des US-amerikanischen Polarforschers Lincoln Ellsworth aus dem Jahr 1935 und mithilfe der Berichte der British Graham Land Expedition (1934–1937) aufklären. Diese Erkenntnisse wurden durch Erkundungen bei der United States Antarctic Service Expedition (1939–1941) im Jahr 1940 bestätigt. Namensgeber des Gletschers ist der australische Politiker Richard Casey, Baron Casey (1890–1976).